# Disco Dolly
Disco Dolly was een nachtclub in het centrum van Amsterdam, gelegen aan de Handboogstraat 11. De club stond bekend om zijn eclectische mix van muziekgenres, variërend van disco, funk, soul, boogie, house tot hiphop en R&B. 

## Geschiedenis
Disco Dolly opende zijn deuren in 2013 en nam het pand over van de club Dansen bij Jansen, die jarenlang een begrip was in het Amsterdamse uitgaansleven. Onder leiding van eigenaren Pim Evers, Marlon Arfman en Steven Vermaas groeide Disco Dolly al snel uit tot een geliefde locatie. De club bood vijf dagen per week een brede variatie aan muziekstijlen en trok zowel lokale bewoners als toeristen aan.
In december 2023 kondigden de eigenaren aan dat het tijd was voor nieuwe ideeën. Zowel Disco Dolly als de naastgelegen Bloemenbar, die in 2011 was geopend, sloten definitief hun deuren. Op 22 december 2023 werd een groot afscheidsfeest gehouden in Disco Dolly.

## Kenmerken
Disco Dolly stond bekend om:
- Een gevarieerde muziekprogrammering, met genres zoals disco, funk, soul, boogie, house, hiphop en R&B.
- Openingstijden van 23:00 uur tot 04:00 uur doordeweeks, en tot 05:00 uur in het weekend.
- Een ontspannen sfeer en een diverse bezoekersgroep bestaande uit Amsterdammers en toeristen.
- Actieve aanwezigheid op sociale media via hun Instagram en Facebook-pagina's.

## Invloed
De sluiting van Disco Dolly markeerde het einde van een tijdperk in het Amsterdamse nachtleven. De club werd herinnerd als een bruisende plek waar verschillende muziekgenres en gemeenschappen samenkwamen. Volgens een artikel in de Amsterdam Courant keken de eigenaren met voldoening en nostalgie terug op de roemrijke geschiedenis van hun etablissementen.